# Era aleksandryjska
Era aleksandryjska – system liczenia lat opracowany w Aleksandrii na początku V wieku przez kronikarzy Panodorosa i Anonniosa. Początkiem ery był 29 sierpnia 5493 roku przed Chr.
Aleksandryjska rachuba lat odwołuje się do wydarzenia wspólnego dla ówczesnej cywilizacji śródziemnomorskiej, jakim było opisane w Biblii stworzenie świata. Próby określenia daty stworzenia świata w oparciu o Biblię podejmowali już wcześniej zhellenizowani Żydzi, którzy starali się udowodnić, że ich rodowód jest bardziej starożytny od greckiego i rzymskiego. W I wieku po Chr. Józef Flawiusz w Contra Apionem dowodził, że żydowskie źródła historyczne obejmują okres około 5000 lat. Według stanu współczesnej wiedzy pierwszym autorem chrześcijańskim, który obliczył datę stworzenia świata był Teofil z Antiochii (koniec II wieku). W swoich obliczeniach posłużył się Septuagintą (która w kwestiach chronologii różni się znacznie od Biblii hebrajskiej) wyliczając, że świat został stworzony około roku 5515. 
Kwestię obliczenia daty stworzenia świata przeniósł na grunt aleksandryjski Sekstus Juliusz Afrykański, który około 221 roku ustalił ją na 25 marca 5503 rok przed Chr. Sekstus wyszedł z założeń teologicznych, przyjął, że data stworzenia świata i odkupienia powinny się pokrywać. Skoro Chrystus zmartwychwstał w niedzielę po święcie Paschy (w 14. dniu miesiąca Nisan), to stworzenie świata też musiało mieć miejsce w niedzielę, około tej daty. Najlepiej nadawał się na to dzień wiosennego zrównania dnia z nocą, bez którego nie sposób obliczyć daty Paschy. Wedle kalendarza juliańskiego był to 25 marca. Ustaliwszy na podstawie danych biblijnych, że pierwsza Pascha musiała mieć miejsce 29 kwietnia oraz że Pascha przypada w ten sam dzień miesiąca i tygodnia co 56 lat (wyliczył to posługując się 8-letnim cyklem księżycowym), cofnął się od daty najbliższej Paschy przypadającej 29 marca o wielokrotność 56 lat w okolice 5500 roku i ustalił, że rokiem stworzenia świata był rok 5503.
Ponowną próbę ustalenia daty stworzenia świata podjął na początku V wieku aleksandryjski mnich i kronikarz Panodoros. Oparł się jednak nie na danych biblijnych, ale na pochodzącej z końca III wieku, pseudo-manethońskiej pracy, zatytułowanej Księga Sothis, zawierającej listę władców Egiptu od stworzenia świata. Ponieważ według Księgi Sotis, idącej w tym za Manethonem, okres panowania pierwszej dynastii egipskiej wynosił 11985 lat, a drugiej i trzeciej - 858 lat, Panodoros uzgodnił te dane z chronologią biblijną przeliczając lata pierwszej dynastii na miesiące księżycowe, a drugiej i trzeciej na kwartały. W rezultacie wyliczył, że od czasów biblijnego Adama do 412 roku po Chr., roku śmierci Teofila z Aleksandrii, upłynęło 5904 lat. Za dzień początkowy istnienia świata przyjął 29 sierpnia (pierwszy dzień roku egipskiego).
Piszący po Panodorosie Anonnios zaatakował swego poprzednika za posłużenie się przy obliczaniu daty stworzenia świata źródłami świeckimi. Sam zastosował metodę wypróbowaną wcześniej przez Sekstusa Juliusza Afrykańskiego. Użył jednak o wiele precyzyjniejszego narzędzia. 8-letni cykl Sekstusa pozwalał jedynie na uzyskanie grubego przybliżenia w obliczeniach - kalendarz księżycowy spóźniał się bowiem co osiem lat o 1 i ½ dnia w stosunku do słonecznego. Anonnios użył 19-letniego cyklu Metona, który jest obarczony błędem tylko nieco ponad dwu godzin. Aby obliczyć kiedy powtórzy się data Wielkiejnocy musiał podobnie jak Sekstus pomnożyć liczbę lat cyklu przez liczbę dni tygodnia, a dodatkowo, tak uzyskany iloczyn przez cztery (uwzględniając przypadający co 4 lata rok przestępny). Obliczył w ten sposób, że data Wielkiejnocy przypada tego samego dnia miesiąca i tygodnia co 532 lata. Ponieważ w międzyczasie uczeni zauważyli, że rok słoneczny przesuwa się w stosunku do kalendarzowego, i że data przesilenia wiosennego nie wypada już 25 marca, ale o kilka dni wcześniej i przyjęli dla tego zjawiska dzień 21 marca, Anonnios nie mógł tak jak Sekstus cofać się w czasie od 322 roku, lecz od 360. Cofnąwszy się o 11 cykli paschalnych (11 x 532) uzyskał ten sam, co Panodoros rok 5493. Ze względu jednak na to, że za początek roku uznawał, podobnie jak Sekstus wiosnę, jego początek świata, według naszej rachuby czasu, przypada na rok 5492.
Na początku VI wieku era aleksandryjska stała się podstawą do wyliczeń nadchodzącego końca świata, który wedle ówczesnych przekonań miał nastąpić po 6 tysiącach lat jego istnienia. Przyjmując obliczenia Panodorosa i Anonniosa za punkt wyjścia spodziewano się końca świata w 508 roku. Z tego systemu datowania korzystał jeszcze piszący na początku IX wieku Jerzy Synkelos, który z Panodorosem przyjmował, że stworzenie świata miało miejsce w 5493 roku, dla wygody korzystania z kalendarza, datę dzienną przesuwał jednak z 29 sierpnia na 1 września. Erą aleksandryjską posługiwał się też zmarły ok. 819 roku Teofanes Wyznawca.